# Edwin Abbott Abbott

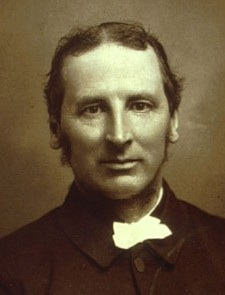
E. A. Abbott

Edwin Abbott Abbott (* 20. Dezember 1838 in Marylebone/London; † 12. Oktober 1926 in Hampstead/London) war ein britischer Schuldirektor, Theologe und Schriftsteller. Bekannt wurde er durch seine mathematische Satire Flatland von 1884.

## Leben und Werk
Abbott besuchte die City of London School und das St John’s College in Cambridge, wo er Altphilologie, Mathematik und Theologie mit Auszeichnung studierte und Fellow des Colleges wurde. 1862 wurde er ordiniert. 1865 wurde er im Alter von nur 26 Jahren Schulleiter der City of London School. 1876 war er Hulsean lecturer.
Abbott ging 1889 in den Ruhestand und widmete sich literarischen und theologischen Bestrebungen. Abbotts liberale Einstellung zur Theologie waren in seinen Büchern und seinen Vorlesungen sichtbar. Seine Shakespeare’sche Grammatik von 1870 ist ein bleibender Beitrag zur englischen Philologie. 1885 veröffentlichte er eine Biografie über Francis Bacon. Seine theologischen Schriften beinhalten auch drei anonym publizierte religiöse Liebesromane: Philochristus (1878), Onesimus (1882) und Sitanus (1906). 1913 wurde er Fellow der British Academy.
Wichtige Beiträge waren seine ebenfalls anonym veröffentlichten theologischen Diskurse Der Kern und die Schale (1886), Philomythus (1891), sein Buch Die englische Laufbahn des Kardinal Newman (1892) und sein Artikel Die Evangelien in der neunten Ausgabe der Encyclopædia Britannica, in dem er einen kritischen Standpunkt vertrat, der merkliche Aufregung in der englischen theologischen Welt verursachte. Weitere Werke waren St. Thomas von Canterbury, sein Leben und seine Wunder (1898), Johannine Vocabulary (1905) und Johannine Grammar (1906).
Abbott verstarb 1926 an der Grippe und ist auf dem Friedhof des Londoner Stadtteils Hampstead beigesetzt.

## Werke
- Shakespearian Grammar: An Attempt to Illustrate Some of the Differences Between Elizabethan and Modern English, for the Use of Schools (Macmillan, 1870)
- A concordance to the works of Alexander Pope (Chapman & Hall, 1875)
- Philochristus: Memoirs of a Disciple of the Lord (Macmillan, 1878)
- Via Latina: A First Latin Book, Including Accidence, Rules of Syntax, Exercises, Vocabularies and Rules for Construing (Seeley, Jackson, and Halliday, revised edition: 1882)
- Onesimus: Memoirs of a Disciple of St. Paul (Macmillan, 1882)
- Flatland: A Romance of Many Dimensions (Seeley & Co.,1884)
- Francis Bacon: An Account of His Life and Works (Macmillan, 1885)
- The Kernel and the Husk (Macmillan, 1886)
- Philomythus: An Antidote Against Credulity (Macmillan, 1891)
- The Anglican Career of Cardinal Newman (Macmillan, 1892)
- St Thomas of Canterbury: His Death and Miracles (Adam and Charles Black, 1898)
- Diatessarica (Black, 1900-1917. 10 volumes)
  - Indices to diatessarica (1907)
  - Part I: Clue. A guide through Greek to Hebrew scripture (1900)
  - Part II: The corrections of Mark. Adopted by Matthew and Luke (1901)
  - Part III: From letter to spirit. An attempt to reach through varying voices the abidind word (1903)
  - Part V: Johannine vocabulary. A comparison of the words of the fourth gospel with those of the three (1905)
  - Part VI: Johannine grammar (1906)
  - Part VII: Notes on New Testament criticism (1907)
  - Part VIII: "The son of man" or contributions to the study of the thoughts of Jesus (1910)
  - Part IX: Light on the gospel from an ancient poet (1912)
- Silanus the Christian (Adam and Charles Black, 1906)
- The FourFold Gospel: or, A Harmony of The Four Gospels in five volumes, 1913-1917
  - Volume I: Introduction, 1913
  - The fourfold gospel, Section I: Introduction (1905)
  - The fourfold gospel, Section II: The beginning (1914)
  - The fourfold gospel, Section 3: The proclamation of the new kingdom (1915)
  - The fourfold gospel, Section 4: The law of the new kingdom (1916)
  - The fourfold gospel, Section 5: The founding of the new kingdom or life reached through death (1917)